# Girolamo Agucchi

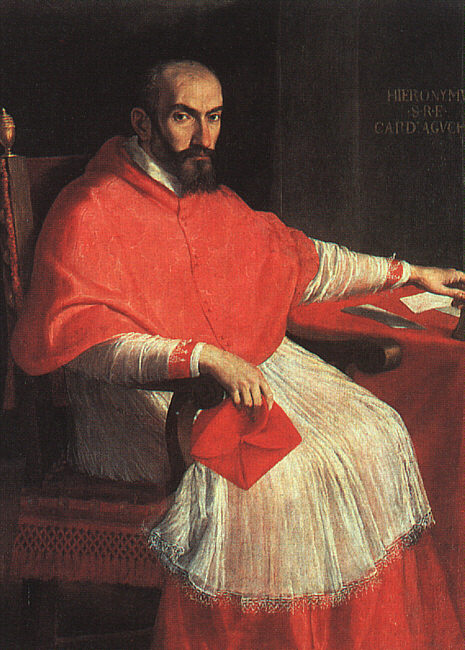
Domenichino, Portrait von Kardinal Girolamo Agucchi, ca. 1604–05, Öl auf Leinwand, 141 × 111 cm. Florenz, Uffizien.

Girolamo Agucchi (* 15. Januar 1555 in Bologna; † 27. April 1605 in Rom) war ein italienischer Kardinal.

## Biografie
Girolamo Agucchi wurde am 15. Januar 1555 in Bologna als Sohn von Gian Giorgio Agucchi und Isabella Sega geboren. Seine Mutter war die Schwester des Kardinals Filippo Sega, während Giovanni Battista Agucchi sein Bruder war. Er studierte an der Universität Bologna, wo er seinen Abschluss in Rechtswissenschaften machte.
Nach dem Studium wurde er Notar am Heiligen Stuhl. Am 15. April 1592 ernannte ihn Papst Clemens VIII. zum Apostolischen Protonotar und später zum Zwischennuntius der Grafschaft Flandern. Im Jahr 1595 wurde er zum Referendar der Apostolischen Signatur. Am 20. September 1596 wurde er Vizegouverneur von Fermo, am 1. November 1597 wurde er Oberhofmeister von Kardinal Pietro Aldobrandini. Mit Kardinal Aldobrandini ging er 1598 nach Ferrara und wurde 1600 Sekretär der Bischofs- und Ordenskongregation. Er war Propst von Ss. Simone e Giuda in Novara und Erzieher (oder Leiter) des Archispedale di Santo Spirito in Saxia in Rom.
Im Konsistorium vom 9. Juni 1604 ernannte ihn Papst Clemens VIII. zum Kardinal. Am 25. Juni 1604 erhielt er den roten Kardinalshut und die Titelkirche San Pietro in Vincoli. Er nahm am Konklave vom März 1605 teil, in dem Papst Leo XI. gewählt wurde.

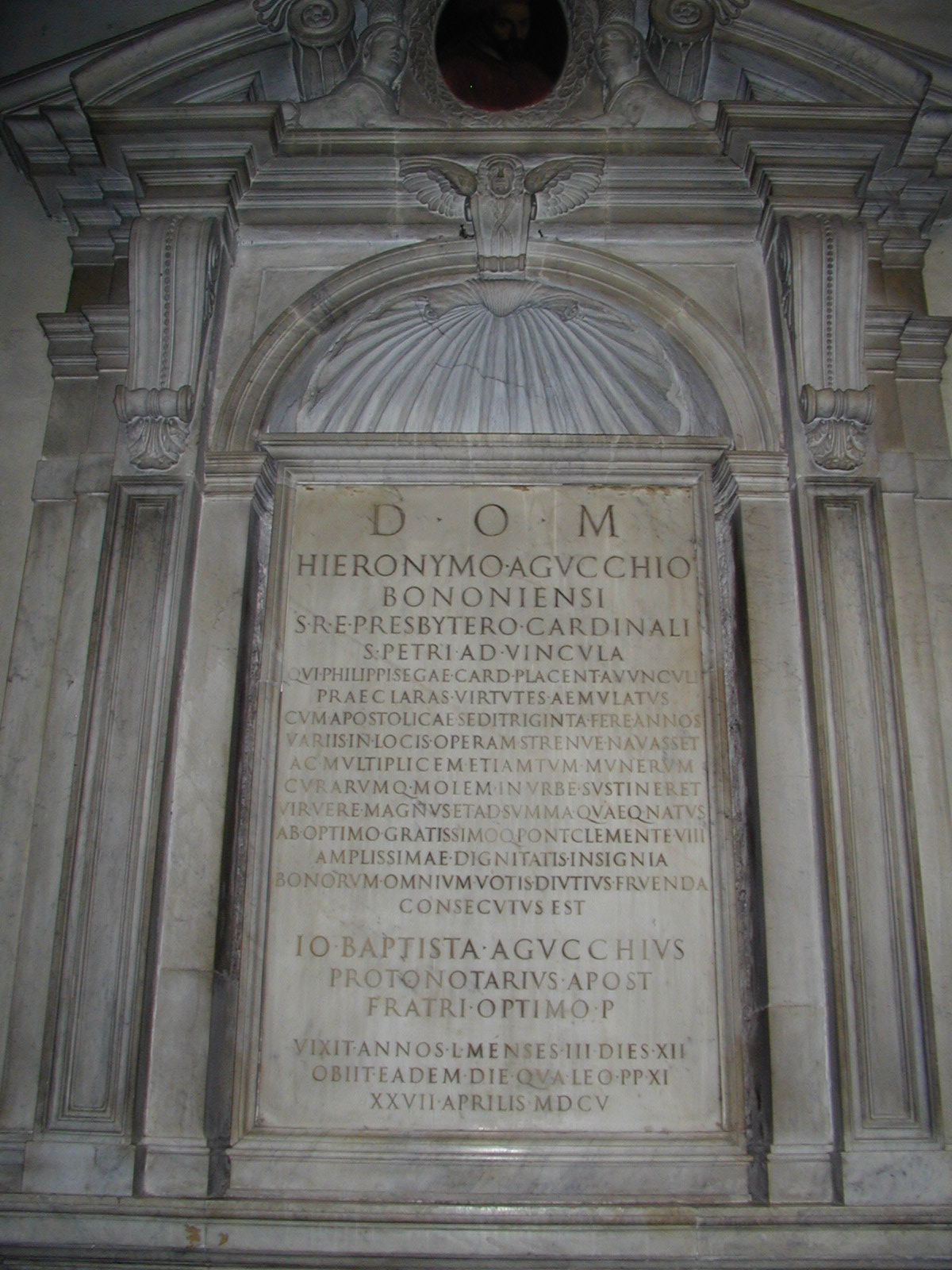
Grabstein von Kardinal Agucchi

Girolamo Agucchi starb am 27. April 1605 im Alter von 50 Jahren in Rom – am selben Tag wie der Papst, wie sein Epitaph ausdrücklich vermerkt – und wurde in der Basilika San Pietro in Vincoli beigesetzt. Dies ist das Epitaph auf seinem Grab:

“D. O. M. HIERONYMO AGVCCHIO BONONIENSI S. R. E. PRESBYTERO CARDINALI S. PETRI AD VINCVLA QVI PHILIPPI SEGAE CARD. PLACENT AVVNCVLI PRAECLARAS VIRTVTES AEMVLATVS CVM APOSTOLICAE SEDI TRIGINTA FERE ANNOS VARIIS IN LOCIS OPERAM STRENVE NAVASSET AC MULTIPLICEM ETIAM TVM MVNERVM CVRARVMQ MOLEM IN VRBE SVSTINERET VIR VERE MAGNVS ET AD SVMMA QUAEQ NATVS AB OPTIMO GRATISSIMOQ PONT CLEMENTE VIII AMPLISSIMAE DIGNITATIS INSIGNIA BONORUM OMNIVM VOTIS DIVTIVS FRVENDA CONSECVTVS EST IO BAPTISTA AGVCCHIVS PROTONOTARIVS APOST FRATRI OPTIMO P VIXIT ANNOS L MENSES III DIES XII OBIIT EADEM DIE QUA LEO PP XI XXVII APRILIS MDCV”